# Тао, Теренс
Те́ренс Та́о (кит. трад. 陶哲軒, пиньинь Táo Zhéxuān, палл. Тао Чжэсюань; род. 17 июля 1975, Аделаида, Австралия) — американский математик австралийского происхождения, работающий в основном в области гармонического анализа, дифференциальных уравнений в частных производных, комбинаторики, теории чисел и теории представлений. Наиболее известной его работой является доказательство (совместно с британским математиком Беном Грином) существования сколь угодно длинных арифметических прогрессий простых чисел (теорема Грина — Тао). Доктор философии (1996), профессор математики в Калифорнийском университете в Лос-Анджелесе (с 1999). Член Лондонского королевского общества с 18 мая 2007 года. Иностранный член Национальной академии наук США (2008). Член Американского философского общества (2012), членкор АН Австралии.
Лауреат Филдсовской премии (2006). Лауреат Международной премии короля Фейсала в сфере науки (2010). Характерной особенностью работы Тао является очень интенсивная совместная работа со многими математиками, одновременная погруженность в самые разные разделы современной математики, активная популяризаторская работа через блог, который он ведёт.

## Биография

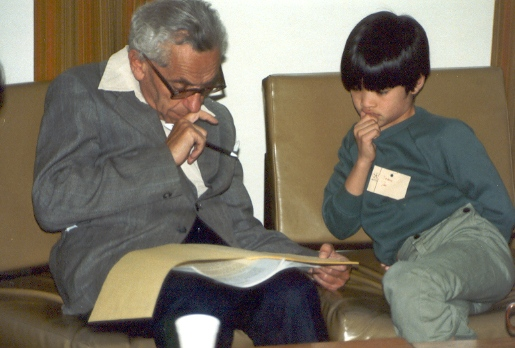
Тао (10 лет) и Пал Эрдёш в университете Аделаиды, 1985 год

Оба родителя — уроженцы Кантона, были в первом поколении эмигрантов из Гонконга в Австралию. Отец, Уильям Рэндольф Тао (китайское имя Сянго кит. 陶象國; Йельский кантонский: tòuh jeuhng gwok; пиньинь: Táo Xiàngguó) работал педиатром, его мать — выпускница университета Гонконга по физико-математическому направлению, работала учителем математики в средней школе в Гонконге.
Его отец рассказал, что в возрасте двух лет, во время семейного времяпрепровождения, Тао пытался научить ребёнка математике и английскому языку.
Согласно Смитсоновскому онлайн-журналу, он научился базовой арифметике в два года. Когда отец спросил его, откуда тот знает буквы и цифры, Тао ответил, что выучил их из телепередачи «Улица Сезам».
Продемонстрировал экстраординарные математические способности в раннем возрасте; так, он посещал математические курсы университетского уровня в возрасте 9 лет..
Был одним из двух детей, которые получили больше 700 баллов в Программе исследования исключительных талантов Университета Джонса Хопкинса в математической секции в возрасте 8 лет (Тао набрал 760 баллов).
В 1986, 1987 и 1988 Тао был самым молодым участником Международной математической олимпиады, впервые приняв участие в ней в возрасте 10 лет.
Тогда он выиграл бронзовую, серебряную и золотую медали соответственно.
Выиграв золотую медаль в тринадцать лет, стал самым молодым её обладателем в истории олимпиады.
В 14 лет поступил в Институт научных исследований (англ. Research Science Institute).
Получил степень бакалавра и магистра в Университете Флиндерс у профессора Гарта Годри.
В 1992 году выиграл грант Программы Фулбрайт на аспирантуру в США.
С 1992 по 1996 год учился в Принстонском университете под руководством Элиаса Стейна, получил степень доктора в возрасте двадцати лет. 
Начал работу в Калифорнийском университете в 1996 году. Член Американской академии искусств и наук (2009).
В возрасте 24 лет стал профессором Калифорнийского университета в Лос-Анджелесе, став самым молодым ученым, которому было присвоено это звание.

### Семья
Живёт с женой и сыном в Лос-Анджелесе в Калифорнии.
У Тао есть два брата, они живут в Австралии и оба представляли эту страну на Международной математической олимпиаде.
У Найджела Тао IQ равен 180, он участник команды из Австралии, которая создавала Google Wave.
У Тревора Тао двойная ученая степень в области математики и музыки.

## Вклад
В 2004 Бен Грин и Теренс Тао опубликовали препринт своей работы, в которой доказывалась теорема, известная сейчас как теорема Грина — Тао.
Она утверждает, что существуют неограниченно длинные арифметические прогрессии простых чисел. Газета The New York Times так описала это: 
В 2004 году доктор Тао вместе с Беном Грином, математиком из университета Кембриджа, разрешили проблему, связанную с гипотезой о простых числах-близнецах, рассматривая прогрессии простых чисел, которые растут равномерно (так, например, числа 3, 7 и 11 формируют прогрессию с разницей между текущим и следующим числом, равной 4; следует заметить, что следующее число в этой последовательности, 15, не является простым числом).
Доктор Тао и доктор Грин доказали, что на бесконечном множестве натуральных чисел всегда возможно найти подобную последовательность простых чисел любой произвольной длины.
За эту и другие работы Тао был награждён премией Австралийского математического общества в 2005 году.
Считается одним из пионеров в Compressive sensing, где им были получены основополагающие результаты.
Совместно с Ву Ха Ваном доказал циркулярный закон в теории случайных матриц.
Тао принадлежит теоретико-вероятностное усиление леммы Семереди о регулярности, известное как неравенство Тао.
Совместно с Нетсом Кацем получил многочисленные результаты в проблеме множеств Какейи в арифметической комбинаторике.
Совместно с Эрхольцем доказал, что среднее количество решений для проблемы 4/n Эрдёша — Штраусса (усреднённое по простым чисел меньше n) ограничено полилогарифмической функцией от n.
В феврале 2014 года Тао анонсировал результаты по проблеме существования и единственности гладкого решения для усреднённой версии трёхмерного уравнения Навье — Стокса. Его результаты формализуют так называемый «барьер суперкритичности» для проблемы существования гладкого решения. В данной работе была показана невозможность получить решение проблемы в рамках некоторого класса подходов.
После прорыва Итан Чжана по проблеме простых чисел-близнецов, инициировал коллективный проект по проблеме минимального расстояния между парами простых чисел. Последний доказанный результат данного проекта устанавливает, что существует бесконечно много соседних простых чисел, лежащих на расстоянии не более 246 друг от друга.
В 2015 году опубликовал решение проблемы несоответствия Эрдёша (англ. The Erdős Discrepancy Problem), применив для решения специального вида гипотезу Эллиота — Халберстама (о распределении простых чисел в арифметической прогрессии), мультипликативные функции (в частности, функцию Лиувилля), а также данные, полученные в проекте Polymath5. На использовании в доказательстве своей предыдущей работы учёного подтолкнул комментарий к записи в его блоге от немецкого коллеги.
В 2018 году Брэд Роджерс и Теренс Тао опубликовали статью на arXiv.org, в которой они утверждают, что константа де Брёйна — Ньюмана неотрицательна.
В 2019 году Теренс Тао с помощью теории вероятностей доказал, что почти все орбиты Коллатца ограничены любой функцией, уходящей в бесконечность. В рецензии на эту работу, журнал Quanta Magazine написал, что «это один из самых значительных результатов по гипотезе Коллатца, достигнутых за последние десятилетия».
В 2020 Теренс Тао получил положительный ответ (для достаточно больших степеней полиномов) по гипотезе Сендова-Илиева.

## Признание
- Премия Салема (2000)
- Премия имени Бохера (2002)
- Премия Математического института Клэя (2003) — за вклад в анализ, включая работу над гипотезой Какейя и волновыми преобразованиями
- Премия Леви Конана от Американского математического общества (2005, совместно с Алленом Кнутсоном)
- SASTRA Ramanujan Prize (2006)
- Премия Филдса (2006)  — за вклад в дифференциальные уравнения в частных производных, комбинаторику, гармонический анализ и аддитивную теорию чисел
- Simons Investigator[англ.] (2012)

В 2006 году он был назван в «Бриллиантовой десятке» журнала Popular Science.
Тао стал финалистом в мероприятии «Австралиец года» в 2007 году.
В апреле 2008 года получил премию Алана Уотермана, которой отмечают молодых ученых за впечатляющие достижения в своих областях. В дополнение к медали лауреаты также получают грант в $500,000 на исследования.
В декабре 2008 году награждён медалью Онсагераno «за неожиданное для современных математиков сочетание математической широты научных взглядов», на награждении прочитал в Норвежском университете естественных и технических наук наук лекцию «Структура и распределение простых чисел».
В 2010 году Тао получил Международную премию Короля Фейсала вместе с Энрико Бомбиери, а также премию Неммерса по математике и Премию Пойи SIAM.
В январе 2012 года призовой комитет Шведской королевской академии наук объявил о присуждении Тао (совместно с Жаном Бургейном) премии Крафорда «за их новаторские работы в теории чисел, комбинаторике, функциональном анализе и теоретической информатике».
В 2014 году вошёл в число первых пяти лауреатов Премии за прорыв в математике, а в 2015 году — в список наиболее цитируемых учёных по версии Thomson Reuters.
В 2020 году Тао получил Премию принцессы Астурийской.

## Книги
- Solving Mathematical Problems: A Personal Perspective[41], OUP, 2006
- Структура и случайность / Пер. с англ. Н. В. Цилевич. — М.: МЦНМО, 2013. — 360 с. (ISBN 978-5-4439-0216-6)
- Terence Tao. Hilbert’s fifth problem and related topics. — American Mathematical Society, 2014. — 338 с. — (Graduate Studies in Mathematics 153). — ISBN 978-1-4704-1564-8.